# Kamienica przy ulicy Lwowskiej 16 w Krakowie
Kamienica przy ulicy Lwowskiej 16 – zabytkowa kamienica znajdująca się w Krakowie, w dzielnicy XIII, w Podgórzu.
Kamienica została wzniesiony w latach 1885–1886 według projektu architekta Stanisława Serkowskiego. W 1925 roku budynek został nadbudowany o drugie piętro. Około 1966 roku odbył się remont kamienicy.
Budynek został wpisany do gminnej ewidencji zabytków. Znajduje się na obszarze Podgórza, którego układ urbanistyczny został wpisany 26 października 1981 do rejestru zabytków.